# ماریا جوزفا موجیا
ماریا جوزفا موجیا (۱۸۱۲–۱۸۸۸) یک شاعر بولیویایی بود. او که از ۱۴ سالگی نابینا بود، یکی از اولین شاعران رمانتیک بولیوی بود و به عنوان اولین نویسنده زن این کشور پس از استقلال این کشور، شناخته می‌شود. شعرهای او به خاطر خلوص در غزلیاتش مورد ستایش قرار می‌گیرند. او اشعاری با محتوای تاریک و غم‌انگیز دارد که به همین دلیل با لقب "لا آلوندرا دل دولور" به معنی "کوره درد" شناخته می‌شود.

## زندگی‌نامه
ماریا جوزفا کاتالینا استرادا موخیا در سال ۱۸۱۲ در سوکره از پدر و مادری به نام‌های میگل موخیا و آندره آ استرادا متولد شد. او در طول جنگ استقلال بولیوی که بین سال‌های ۱۸۰۹ تا ۱۸۲۵ در جریان بود، بزرگ شد و بزرگ‌ترین فرزند از شش فرزند خانواده محسوب می‌شد. تحصیلات اولیه او شامل یادگیری ادبیات کلاسیک اسپانیایی و بررسی و خواندن نوشته‌های پدرو کالدرون بود. پس از مرگ پدرش، او در سن ۱۴ سالگی نابینا شد. او بعداً تحت عمل جراحی چشم قرار گرفت، اما فایده‌ای نداشت.
برادرش آگوستوس بعدازظهرها را صرف خواندن آثار مذهبی و ادبی برای او می‌کرد. برادرش همچنین برای او نامه می‌نوشت و شعرهایش را رونویسی می‌کرد. اگرچه برادرش به او قول داده بود که آثارش را مخفی نگه دارد، اما شعر "لا سیگا" (زن نابینا) را به یکی از دوستانش نشان داد. سپس در سال ۱۸۵۰ این شعر در روزنامه "Eco de la Opinión" منتشر شد و به یکی از مشهورترین اشعار موجیا تبدیل شد. به گفته گابریل رنه مورنو، پس از این اتفاق، او در یک مسابقه ملی برای نوشتن کتیبه‌ای برای مقبره سیمون بولیوار شرکت کرد.
موجیا پس از مرگ آگوستوس در سال ۱۸۵۴ دچار افسردگی شد. مادر و دو برادر دیگرش نیز فوت کردند. او برای مدتی سرودن شعر را متوقف کرد تا اینکه برادرزاده‌اش ریکاردو موخیا نقش رونویس و منشر کننده شعرهای او را بر عهده گرفت. برادرزاده‌اش بعدها به ماهیت بداهه نوازی اشعار او اشاره کرد و گفت که آن شعرها هرگز اصلاح یا تصحیح نمی‌شدند.
موجیا در ۳۰ ژوئیه ۱۸۸۸ در سوکره درگذشت.

## آثار
موجیا بیش از ۳۲۰ شعر سروده و یک رمان نیز نوشته است. او آثار ایتالیایی و فرانسوی را ترجمه می‌کرد. از جمله آثار ترجمه‌ای او، آثاری از آلفونس دو لامارتین و ویکتور هوگو بودند. نوشته‌های او در مجلات و روزنامه‌هایی مانند ال کروزادو چاپ می‌شدند. او را اولین زن نویسنده بولیوی پس از استقلال آن کشور می‌دانند و یکی از اولین شاعران رمانتیک این کشور نیز محسوب می‌شد. او در کنار شاعرانی چون نستور گالیندو، ریکاردو خوزه بوستامانته و مانوئل خوزه تووار، پایه رمانتیسم بولیوی را تشکیل دادند.
سبک شخصی و غم‌انگیز شعر موجیا از نابینایی خود او نشأت می‌گرفت. ابیات مالیخولیایی او بدبینی عمیقی را نشان می‌دهند و به دلیل ویژگی تراژیک شعرش، از او به عنوان "la Alondra del dolor" ("کوره درد") یاد می‌شود.
انریکه فینو، در تاریخ ادبیات بولیویانا، کار او را آغشته به صداقتی عمیق و سادگی جذابی از فرم توصیف کرد. مارسلینو منندز و پلایو، منتقد ادبی اسپانیایی، در ستایش شعرهای او "Arbol de la esperanza" را نوشت که بیان می‌کند که اشعار او بیش از هر چیز دیگری در پارناسو بولیویانو صمیمیت و احساس غنایی دارند.
مجموعه آثار او توسط گوستاوو جوردان ریوس در سال ۲۰۰۹ در کتاب María Josefa Mujía: Obra Completa جمع‌آوری شدند.